# Le Squelette laboureur
Le Squelette laboureur est un poème de Charles Baudelaire publié dans la section Tableaux parisiens des Fleurs du mal.

## Situation
Il s'agit du neuvième poème de la section. Notons bien sûr le lien entre le titre de ce poème et celui de Danse macabre.

## Forme
Le poème est disposé en deux parties, la première composée de trois strophes et la deuxième composée de cinq strophes. Les rimes sont embrassées.